# ديناميكا السلالات الفيروسية
تُعرّف ديناميكا السلالات الفيروسية على أنها دراسة كيفية عمل العمليات الوبائية والمناعية والتطورية والتفاعلات المحتملة لتشكيل السلالات الفيروسية. منذ صياغة المصطلح في عام 2004، ركزت أبحاث ديناميكا السلالات الفيروسية على ديناميكيات الانتقال في محاولة لإلقاء الضوء على كيفية تأثير هذه الديناميكيات على التباين الجيني الفيروسي. يمكن دراسة ديناميكيات الانتقال على مستوى الخلايا داخل مضيف مصاب، أو مضيف فردي داخل مجموعة سكانية، أو مجموعات كاملة من المضيفين.
تتراكم في جينات العديد من الفيروسات، وخاصة فيروسات الحمض النووي الريبي (الرنا) اختلافات جينية سريعة التشكل؛ وذلك نتيجة لفترات الجيل القصيرة ومعدلات الطفرات العالية؛ ولذلك تتأثر أنماط التباين الجيني الفيروسي بشدة بمدى سرعة حدوث الانتقال وبأي من الكيانات تنتقل إلى بعضها البعض. سوف تتأثر أنماط التباين الوراثي الفيروسي أيضًا بالانتخاب الذي يعمل على الأنماط الظاهرية الفيروسية. على الرغم من أن الفيروسات يمكن أن تختلف فيما يتعلق بالعديد من الأنماط الظاهرية، لكن تركز الدراسات الفيزيائية الديناميكية حتى الآن على عدد محدود من الأنماط الظاهرية الفيروسية. وتشمل هذه الأنماط الظاهرية الفوعة، والأنماط الظاهرية المرتبطة بقابلية انتقال الفيروس، والانتحاء النسيجي، والأنماط الظاهرية المستضدية التي يمكن أن تسهل الهروب من مناعة المضيف. نظرًا للتأثير الذي يمكن أن تحدثه ديناميكيات الانتقال والاختيار على التباين الوراثي الفيروسي، يمكن بالتالي استخدام سلالات الفيروس للتحقيق في العمليات الوبائية والمناعية والتطورية المهمة، مثل انتشار الوباء، والديناميكيات المكانية والزمانية بما في ذلك ديناميكيات الاستقلاب، وانتقال الأمراض حيوانية المصدر، والانتحاء النسيجي، والانسياق المستضدي. إن الاستقصاء الكمي لهذه العمليات من خلال النظر في السلالات الفيروسية هو الهدف المركزي لديناميكا السلالات الفيروسية.